# Кподо, Эдвард
Эдвард Кподо (англ. Edward Kpodo; род. 14 января 1990, Тема, Большая Аккра) — ганский футболист, защитник.

## Карьера
Воспитанник ФК «Тема Ют». В сезоне 2007/08 начал привлекаться к играм основного состава. На следующий год стал твёрдым игроком «основы», но команда вылетела в дивизион ниже. Сезон 2009/10 Кподо провёл во второй ганской лиге, в которой привлёк внимание скаутов второй ганской сборной.
В составе второй сборной Ганы дебютировал в поединке против Буркина-Фасо в рамках Западно-Африканского турнира вторых сборных. В этом матче ганцы одержали победу со счетом 4:0, а Кподо стал автором одного из мячей. Его игра не осталась незамеченной, и по окончании чемпионата трансфер защитника выкупил ганский клуб «Берекум Челси».
В первом же сезоне в составе нового клуба стал чемпионом Ганы. В следующем сезоне играл в матчах Лиги чемпионов КАФ.
В начале февраля 2013 года Кподо на правах аренды перешёл в ФК «Химки». За ФК «Химки» сыграл 11 матчей.
Перед началом сезона 2013/14 подписал контракт на один год с ФК «Шинник». По окончании сезона перешёл в армянский «Ширак».

## Достижения
- Чемпион Ганы: 2010/11